# Dom Wita Stwosza w Krakowie
Dom Wita Stwosza (Kamienica Miączyńska) – zabytkowa kamienica znajdująca się w Krakowie, w dzielnicy I przy ul. Grodzkiej 39, na rogu z ul. Poselską 11, na Starym Mieście.

## Historia kamienicy
Kamienica została wzniesiona około 1375 przez Johannesa Habirgeista. W 1481 zakupił ją za 300 złotych węgierskich rzeźbiarz Wit Stwosz. Ulokował on w niej swoje mieszkanie oraz pracownię, w której powstały m.in. mniejsze rzeźby Ołtarza Mariackiego. W latach 1537–1642 dom był własnością rodziny Miączyńskich,
od której pochodzi jego drugie miano. Budynek został gruntownie przebudowany w połowie XVII i XVIII wieku. W 1875 został zakupiony przez Izaaka Gleitzmanna, który nadbudował go o trzecie piętro. Z tego okresu pochodzi także eklektyczna fasada.

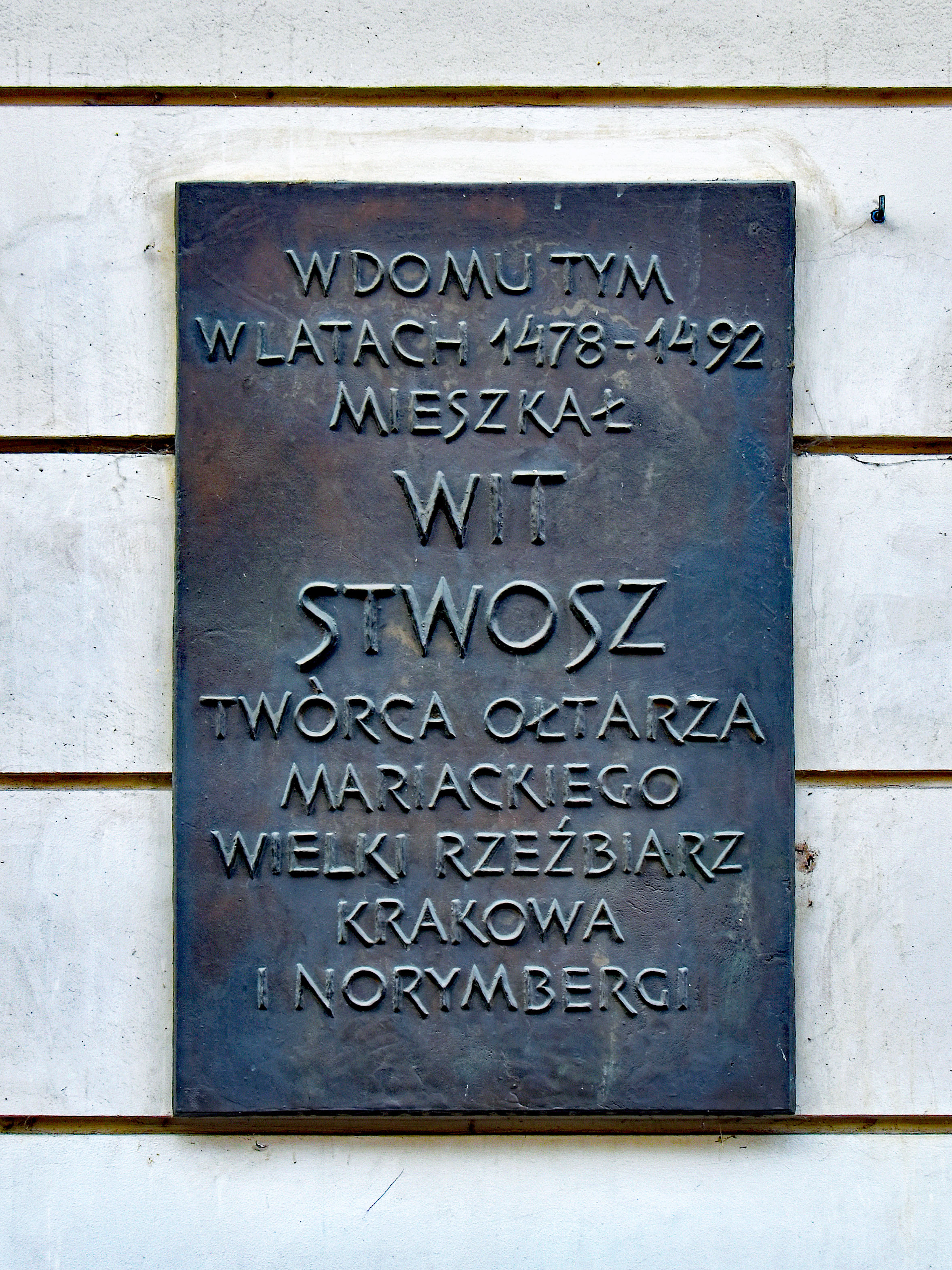
Tablica na kamienicy upamiętniająca Wita Stwosza.